# Verwaltungsgemeinschaft Alteglofsheim
Die Verwaltungsgemeinschaft Alteglofsheim liegt im Oberpfälzer Landkreis Regensburg und wird von folgenden Gemeinden gebildet:
1. Alteglofsheim, 3360 Einwohner, 13,22 km²
2. Pfakofen, 1688 Einwohner, 15,28 km²

Sitz der Verwaltungsgemeinschaft ist Alteglofsheim.
Gemeinschaftsvorsitzender ist der Bürgermeister von Pfakofen, Reinhold Winter.

## Geschichte
Die Verwaltungsgemeinschaft hatte bei ihrer Gründung am 1. Mai 1978 fünf Mitgliedsgemeinden. Außer Alteglofsheim und Pfakofen waren dies
1. Hagelstadt
2. Köfering und
3. Thalmassing.[2]

Mit Wirkung ab 1. Januar 1980 wurde die Gemeinde Thalmassing entlassen. Die Gemeinde Hagelstadt ist seit 1. Januar 1994 nicht mehr Mitglied der Verwaltungsgemeinschaft. Als dritte Kommune wurde schließlich Köfering zum 1. Januar 2002 eine Einheitsgemeinde mit eigener Verwaltung.